# Хвојњански рејон
Хвојњански рејон (рус. Хвойнинский район) административно-територијална је јединица другог нивоа и општински рејон у источном делу Новгородске области, на северозападу европског дела Руске Федерације.
Административни центар рејона је варошица Хвојнаја. Према проценама националне статистичке службе Русије за 2014, на територији рејона је живело 15.051 становника или у просеку око 5,0 ст/км².

## Географија
Хвојњански рејон налази се на крајњем истоку Новгородске области, на подручју Валдајског побрђа. Обухвата територију површине 3.186,06 км² и по том параметру на 5. је месту међу 21 рејоном унутар области. Граничи се са Пестовским рејоном на југоистоку, на југу су Мошенски и Боровички, а на западу је Љубитински рејон. На северу је Бокситогорски рејон Лењинградске, а на истоку Чагодошченски рејон Вологодске области.
Највећи део рејонске територије налази се у сливном подручју реке Мологе, односно њених притока Кобоже, Песа и Ратце (део басена реке Волге). Један мањи део територије на југозападу рејона припада сливу Балтичког мора, односно реке Увер (десне притоке Мсте). Рејон је познат по бројним мањим језерима.
Око 65% рејонске територије (210.426 хектара) је под шумама, док на мочварна подручја отпада око 25% површина (или 58.082 хектара).

## Историја
Претеча Хвојњанског рејона био је Минецки рејон који је основан 1927. године као административна јединица унутар тадашњег Боровичког округа Лењинградске области. Садашњи назив добија у септембру 1931. године након што је седиште рејона премештено из села Минци у насеље Хвојнаја.
У границама Новгородске области је од њеног оснивања 1944. године.

## Демографија и административна подела
Према подацима пописа становништва из 2010. на територији рејона је живело укупно 15.552 становника, док је према процени из 2014. ту живело 15.051 становника, или у просеку 5,0 ст/км². По броју становника Хвојњански рејон се налази на 10. месту у области.
| 1959.  | 1970. | 1979. | 1989.  | 2002.  | 2010.  | 2014.   |
| ------ | ----- | ----- | ------ | ------ | ------ | ------- |
| 27.030 | ---   | ---   | 19.280 | 17.173 | 15.552 | 15.051* |

Напомена: * Према процени националне статистичке службе.
На подручју рејона постоји укупно 149 сеоских насеља подељених на укупно 10 другостепених сеоских и једну урбану општину. Административни центар рејона је варошица Хвојнаја која је уједно и једино насеље урбаног типа. Око 40% од укупне рејонске популације живи у Хвојнаји.